# Alszeghy Zoltán
Alszeghy Zoltán SJ (Budapest, 1915. június 12. – Róma, 1991. június 18.) szerzetes, teológus, egyetemi tanár.

## Életpályája
Középiskoláit Budapesten végezte el; 1933-ban érettségizett. 1933. augusztus 19-én lépett a Jezsuita Társaságba. 1939-től Rómában élt. 1942-ben pappá szentelték. 1943-ban fejezte be a teológiát Rómában. 1946-ban Trientben végezte a harmadik próbaévet. 1946–1990 között a Pápai Gergely Egyetemen teológiát oktatott. 1951-ben a Szent István Akadémia I. o. tagja lett. 1952–1955 között a Gregorianum című folyóirat szerkesztője volt Rómában. 1954–1955 között, valamint 1960–1961 között a Hittudományi Kar dékánja volt. 1975-től Rómában Nagy Ferenccel a Teológiai kiskönyvtár szerkesztője volt. 1981-től a Teológiai kiskönyvtár kiegészítő füzetek című sorozatot szerkesztette. 1985–1988 között a Vallási Tudományok Intézetének elnöke volt. 1990–1991 között a jezsuita rend budapesti novíciátusának vezetője volt.

## Családja
Nagyapja Alszeghy János (1855–1912) író, pedagógus. Szülei Alszeghy Zsolt (Alszeghy Zoltán János, 1888–1970) irodalomtörténész, az MTA tagja és Hajdú Anna Gabriella Margit.

## Művei
- Szemben az árral (Budapest, 1928)
- Egy 150 éves vita. G. Bolgeni (1733-1811) az önzetlen szeretetről (Budapest, 1942)
- Grundformen der Liebe (Róma, 1946)
- A m. kk. bölcs. és hittud. irod-nak kérdéséhez (Budapest, 1948)
- Nova creatura. La nozione della grazia nei commentari medievali di S. Paolo (Róma, 1956)
- De paenitentia christiana (Róma, 1961)
- Il creatore. L'inizio della salvezza (M. Flickkel; Firenze, 1959; spanyolul: 1965)
- Il vangelo della grazia (Maurizio Flickkel; Firenze, 1964; spanyolul: 1965)
- Lo sviluppo del dogma catolica (Maurizio Flickkel; Brescia, 1967; németül 1968; spanyolul: 1969)
- Antropologia theologica (Maurizio Flickkel; Róma, 1967)
- Metodologia per una teologia dello sviluppo (Maurizio Flickkel; Brescia, 1968)
- Fondamenti di una antropologia theologica (Maurizio Flickkel; Firenze, 1970; spanyolul: 1970)
- L'uomo nella teologia (Maurizio Flickkel; Modena, 1971; spanyolul: 1971; franciául: 1971)
- Il mese di eserzici (Maurizio Flickkel; Róma, 1972)
- Il potere diperdonare (Róma, 1972)
- Il peccato originale (Maurizio Flickkel; Brescia, 1972; spanyolul: 1972)
- Come si fa la teologia (Maurizio Flickkel; Alba, 1974; spanyolul: 1975)
- Ortodossia e revisionismo (Róma, 1974)
- II mistero della croce (Róma, 1975)
- Sussidio bibliografico per una teologia della croce (Maurizio Flickkel; Róma, 1975)
- Bevezetés a teológiába (Róma, 1975)
- Il sacramento della riconciliazione (Maurizio Flickkel; Torino, 1976)
- L'uomo attuale davanti ai dogmi (Róma, 1977)
- I primordi della salvezza (Maurizio Flickkel; Róma, 1979)
- A kezdetek teológiája (Róma, 1980)
- Az ember jövője (Róma, 1981)
- Kereszténység és közösség. Tanulmányok a kisközösségekről (Róma, 1981)
- A házasság (Róma, 1982)
- Teológiai vázlatok. 1-6. kötet (Szerkesztő többekkel; Budapest, 1983)

## Díjai
- Paola Malipieri (1978)[7]